# Liste der Baudenkmäler in Weidhausen bei Coburg
Auf dieser Seite sind die Baudenkmäler in der oberfränkischen Gemeinde Weidhausen bei Coburg zusammengestellt. Diese Tabelle ist eine Teilliste der Liste der Baudenkmäler in Bayern. Grundlage ist die Bayerische Denkmalliste, die auf Basis des Bayerischen Denkmalschutzgesetzes vom 1. Oktober 1973 erstmals erstellt wurde und seither durch das Bayerische Landesamt für Denkmalpflege geführt wird. Die folgenden Angaben ersetzen nicht die rechtsverbindliche Auskunft der Denkmalschutzbehörde.

## Baudenkmäler nach Ortsteilen

### Trübenbach
| Lage                         | Objekt        | Beschreibung | Akten-Nr.    | Bild          |
| ---------------------------- | ------------- | --- | ------------ | ------------- |
| Oberreuther Weg 1 (Standort) | Bauernhaus    | Zweigeschossiges Bauernhaus mit Satteldach, um 1800, Verschieferung bezeichnet 1912                                                | D-4-73-174-7 | Bauernhaus    |
| Ortsstraße 21 (Standort)     | Rathaus       | Ehemaliges Rathaus, zweigeschossiger Satteldachbau mit Dachreiter und Freitreppe, Obergeschoss verschiefert, Mitte 19. Jahrhundert | D-4-73-174-8 | Rathaus       |
| Ortsstraße 25 (Standort)     | Satteldachbau | Zweigeschossiger, verschieferter Satteldachbau, Mitte 19. Jahrhundert                                                              | D-4-73-174-9 | Satteldachbau |

### Weidhausen bei Coburg
| Lage                            | Objekt                              | Beschreibung | Akten-Nr.    | Bild           |
| ------------------------------- | ----------------------------------- | --- | ------------ | -------------- |
| an der Straße nach Mödlitz ()   | Centstein                           | Centsteinn, Sandstein, bezeichnet 1608. | D-4-73-174-5 |                |
| Hauptstraße 1 (Standort)        | Walmdachhaus                        | Zweigeschossiges, spätklassizistisches Walmdachhaus, massiv, Architekturgliederung mit Gurt- und Sohlbankgesimsen, genuteten Ecklisenen bzw. Eckpilastern, über dem Haupteingang Dreiecksgiebel, bezeichnet 1843 | D-4-73-174-1 | Walmdachhaus   |
| Sonnefelder Straße 1 (Standort) | Kriegerdenkmal                      | Kriegerdenkmal für 1914–18 und 1939–45, rechteckiger Steinblock mit Soldatenkopf, 1922; vor der Kirche | D-4-73-174-4 | Kriegerdenkmal |
| Reußenberg 4 (Standort)         | Walmdachhaus                        | Zweigeschossiges Walmdachhaus, massiv, Gurtgesims und Ecklisenen, Zwerchhaus, 2. Hälfte 19. Jahrhundert | D-4-73-174-2 | Walmdachhaus   |
| Sonnefelder Straße 1 (Standort) | Evangelisch-lutherische Pfarrkirche | Chorturm 15. Jahrhundert, mit Fachwerkobergeschoss, Ausstattung im erneuerten Kirchenschiff, vor der Kirche Eisenglocken von 1918                                                                                | D-4-73-174-3 | weitere Bilder |
| ()                              | Stein                               | Stein, wohl Jagdstein, mit Initialen J und G (?), Jagdhorn mit Grenzmarkierung, wohl erste Hälfte 19. Jahrhundert                                                                                                | D-4-73-174-6 |                |